# Benda Asri
Benda Asri is een bestuurslaag in het regentschap Nganjuk van de provincie Oost-Java, Indonesië. Benda Asri telt 532 inwoners (volkstelling 2010).